# 101 Park Avenue
Il 101 Park Avenue è un grattacielo di New York, situato nel quartiere di Midtown Manhattan.

## Descrizione
Ottantatreesimo edificio più alto della città, con 192 metri e 49 piani, è stato costruito tra il 1979 e il 1982 e progettato dallo studio di architettura Eli Attia Architects.

## Nella cultura di massa
L'edificio compare in numerosi film tra cui Il segreto del mio successo (1987), Gremlins 2 - La nuova stirpe (1990), La leggenda del re pescatore (1991), The Avengers (2012) e Non è romantico? (2019).